# Trai tai tượng lớn
Trai tai tượng lớn (Danh pháp khoa học: Tridacna maxima) là một loài trai biển trong họ Tridacnidae.

## Đặc điểm
Loài trai tai tượng này có vỏ nặng với khoảng 20 cm chiều dài. Gỡ phóng xạ đồng tâm khỏe và có những chấm hơi đỏ không đều. Màng áo màu nâu vàng, xanh đục hay xám, màu đục hơn các loài thuộc giống Tridacna. Lỗ tơ chân cạn, hẹp và được đóng khít bởi hàng răng cưa trên hai vỏ. Sống ở vùng nước cạn trên rạn san hô.
Đây là loài phân bố phổ biến và rộng nhất so với các loài khác. Chúng phân bố chủ yếu từ vùng hạ triều đến độ sâu khoảng 10m nước. Màng áo có màu sắc rực rỡ (màu xanh da trời, xanh lá cây và màu vàng) và thường có tập tính phân bố ẩn trong các hang hốc nên khó phát hiện.
Ở Việt Nam, loài này có ở quần đảo Trường Sa. Trai tai tượng là loài thủy sinh quý hiếm có nguy cơ tuyệt chủng ở Việt Nam và quốc tế cần được bảo vệ. Cho tới nay, tại Việt Nam đã phát hiện và thống kê được tổng số 5 loài trai tai tượng thuộc họ Tridacnidae (trong tổng số 9 loài trên thế giới): Tridacna gigas, Tridacna squamosa, Tridacna maxima, Tridacna crocea và Hippopus hippopu.